# Chimarrhis speciosa
Chimarrhis speciosa är en måreväxtart som först beskrevs av Julian Alfred Steyermark, och fick sitt nu gällande namn av Piero G. Delprete. Chimarrhis speciosa ingår i släktet Chimarrhis och familjen måreväxter.
Artens utbredningsområde är Venezuela. Inga underarter finns listade i Catalogue of Life.